# 양대혁
양대혁(1987년 4월 16일 ~ )은 대한민국의 배우이다.

## 출연작

### 드라마
- 《미지의 서울》 (tvN, 2025년) - 황윤호 역
- 《트렁크》 (Netflix, 2024년) - 오진범 역
- 《미녀와 순정남》 (KBS2, 2024년) - 박도식 역
- 《삼남매가 용감하게》 (KBS2, 2022년) - 조남수 역
- 《배드 앤 크레이지》 (tvN, 2021년 ~ 2022년) - 박성관 역
- 《도시남녀의 사랑법》 (웹드라마, 2020년) - 해나 매니저 역
- 《스타트업》 (tvN, 2020년) - 양원 역
- 《18 어게인》 (JTBC, 2020년) - 남기태 역
- 《야식남녀》(JTBC, 2020년) - 남규장 역
- 《쌍갑포차》 (JTBC, 2020년) - 갑을마트 진상 손님 역
- 《어서와》 (KBS2, 2020년) - 차상권 역
- 《나 홀로 그대》 (Netflix, 2020년) - 이동식 역
- 《KBS 드라마 스페셜 - 히든》 (KBS2, 2019년) - 송재호 역
- 《닥터 프리즈너》 (KBS2, 2019년) - 강선우 역
- 《제3의 매력》 (JTBC, 2018년) - 주광호 역
- 《쇼트》 (OCN, 2018년)
- 《미스티》 (JTBC, 2018년) - FD 역
- 《너의 등짝에 스매싱》 (TV조선, 2018년) - 병원 간호사 역
- 《슬기로운 감빵생활》 (tvN, 2017년) - 공보의 역
- 《고백부부》 (KBS2, 2017년) - 사학과 선배 역
- 《더 패키지》 (JTBC, 2017년) - 로하스 파이낸스 교육센터 직원 역
- 《별별 며느리》 (MBC, 2017년) - 장현수 역
- 《달빛남녀》 (웹드라마, 2017년) - 나성준 역
- 《월계수 양복점 신사들》 (KBS2, 2016년) - 유대리 역
- 《시그널》 (tvN, 2016년) - 홍원서 형사 역
- 《파랑새의 집》 (KBS2, 2015년) - 웨이터 역

### 영화
- 《백두산》 (2019년) - 상황실 요원 2 역
- 《홈》 (2018년) - 축구코치 역
- 《잠못드는 밤》 (2016년) - 신부 역
- 《초능력소년》 (2015년) - 갑진 역
- 《순간의 목격자들》 (2015년) - 형우 역

### 광고
- 《리니지 2 레볼루션》
- 《쉐보레 스파크》
- 《한국수력원자력》
- 《한샘 침대》
- 《삼성 패밀리 허브》
- 《인천국제공항면세점》
- 《SKT》
- 《현대카드》
- 《구글플레이》
- 《맥도날드》
- 《삼성 노트북9》
- 《웅진 코웨이》
- 《바디프랜드》
- 《캐치플래그》